# Iowa (Schiff, 1943)
Die Iowa (Kennung: BB-61) ist ein ehemaliges Schlachtschiff der United States Navy und Typschiff der Iowa-Klasse. Sie diente während des Zweiten Weltkriegs zunächst im Atlantik und später im Pazifik, wo sie unter anderem die Schlachten um Iwojima und Okinawa unterstützte. Nach dem Zweiten Weltkrieg wurde die Iowa zunächst in die Reserveflotte versetzt. Im Koreakrieg wurde sie reaktiviert und spielte eine wichtige Rolle bei der Unterstützung von Bodenoperationen durch Beschuss der Küstenziele. In den 1980er Jahren wurde die Iowa im Rahmen der Marineaufrüstung unter Präsident Ronald Reagan modernisiert. Diese Modernisierung umfasste die Installation von Tomahawk- und Harpoon-Raketen sowie moderne Feuerleitsysteme. Am 19. April 1989 ereignete sich eine tragische Explosion im Geschützturm Nr. 2, bei der 47 Besatzungsmitglieder ums Leben kamen. Der Schaden wurde nicht mehr repariert. Die endgültige Außerdienststellung der Iowa erfolgte am 26. Oktober 1990. Heute ist sie als Museumsschiff im Hafen von Los Angeles, Kalifornien, zu besichtigen.

## Geschichte

### Planung und Bau
Am 1. Juli 1939 wurde die Iowa bei der New York Naval Shipyard in New York City in Auftrag gegeben. Am 27. Juni 1940 wurde das Schiff auf Kiel gelegt und am 27. August 1942 vom Stapel gelassen. Für 26 Monate blieb das Schlachtschiff im Trockendock, die Werft investierte 30 Millionen Mannstunden in den Bau. Als Taufpatin zerschlug Ilo Wallace, Ehefrau des damaligen US-Vizepräsidenten Henry Wallace, die Champagnerflasche am Bug und sprach die traditionellen Worte I christen thee Iowa. May God guard the Iowa and all who sail in her. (dt. Ich taufe dich Iowa. Möge Gott die Iowa beschützen und alle, die auf ihr fahren.). In den nächsten Monaten wurde die Iowa fertig ausgerüstet und erprobt. Am 22. Februar 1943 wurde sie unter Kapitän John L. McCrea in Dienst gestellt.

### Erste Dienstzeit (1943–1949)

#### Zweiter Weltkrieg
Am 24. Februar stach die Iowa zur Probefahrt in der Chesapeake Bay und entlang der Atlantikküste in See. Am 27. August machte sie sich auf den Weg nach Argentia, Neufundland, um die Bedrohung durch das deutsche Schlachtschiff Tirpitz zu neutralisieren, das Berichten zufolge in norwegischen Gewässern operierte. Im Oktober zog sie jedoch ab, ohne die Tirpitz oder andere deutsche Einheiten gesichtet zu haben. Daraufhin dockte sie in die Norfolk Naval Shipyard ein, um kleinere Umbauten vornehmen zu lassen. Die Iowa wurde ausgerüstet, um US-Präsident Franklin D. Roosevelt nach Casablanca, Französisch-Marokko, zu befördern. Für den weitgehend auf den Rollstuhl angewiesenen Roosevelt wurde eine Badewanne eingebaut – einmalig an Bord eines US-Kriegsschiffs.

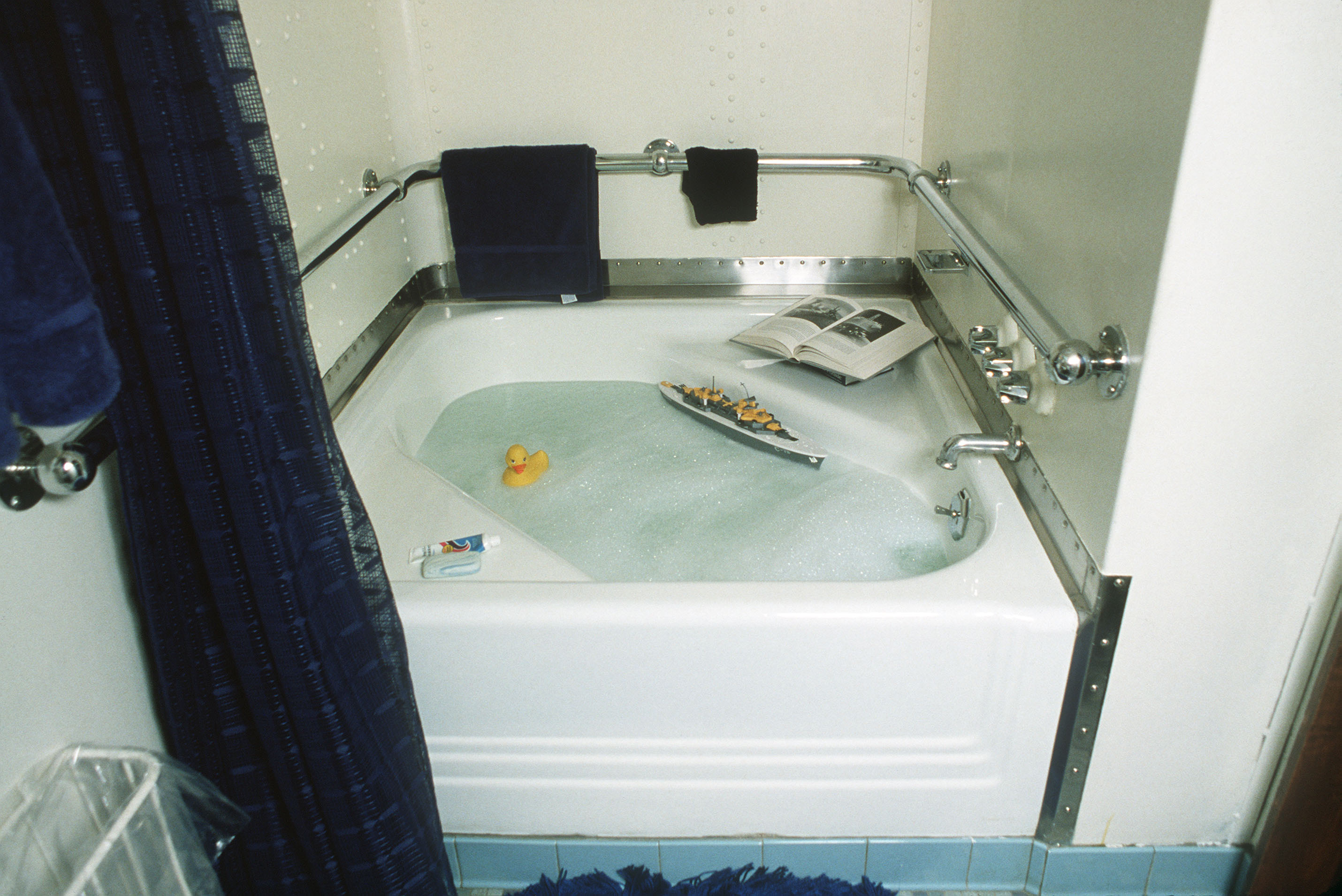
Roosevelts Badewanne an Bord der Iowa

Am 11. November verließ die Iowa mit Präsident Roosevelt, Außenminister Cordell Hull, Chief of Naval Operations Ernest J. King sowie weiteren hochrangigen Militärs die USA in Richtung Afrika. Nach dem Ende der Konferenz nahm sie sie im Dezember wieder auf und brachte sie zurück nach Amerika. Am 2. Januar 1944 wurde die Iowa als Flaggschiff der 7. Schlachtschiff-Division in den Pazifik beordert, wo sie im Kampf gegen Japan eingesetzt werden sollte. Vom 29. Januar bis 3. Februar unterstützte sie die Luftangriffe von Task Force 58 unter dem Kommando von Konteradmiral Frederick C. Sherman während der Schlacht um Kwajalein. Ab dem 16. Februar 1944 beteiligte sich die Iowa an Operation Hailstone, der Zerstörung der japanischen Basis auf Truk.
Am 19. Februar kam es zu einem Gefecht mit einem japanischen Konvoi, bestehend aus dem leichten Kreuzer Katori, dem bewaffneten Handelskreuzer Akagi Maru und den Zerstörern Maikaze und Nowaki. Die Katori wurde dabei von der Iowa versenkt und ging mit ihrer Besatzung von rund 300 Mann unter. Am 18. März beteiligte sich die Iowa an der Beschießung des Mili-Atolls auf den Marshallinseln. Dabei wurde die Iowa von zwei japanischen 118-mm-Geschossen getroffen, erlitt aber nur geringfügige Schäden. Am 30. März schloss sie sich erneut Task Force 58 an und unterstützte die Luftangriffe auf die Palauinseln, Neuguinea und Wake. Vom 22. bis 28. April 1944 unterstützte die Iowa Luftangriffe auf Hollandia, Aitape und die Wakde-Inseln, um die Streitkräfte auf Aitape, in der Tanahmerah-Bucht und der Humboldt-Bucht in Neuguinea zu unterstützen. Anschließend beteiligte sie sich am zweiten Angriff auf Truk und beschoss am 1. Mai japanische Einrichtungen auf Pohnpei.

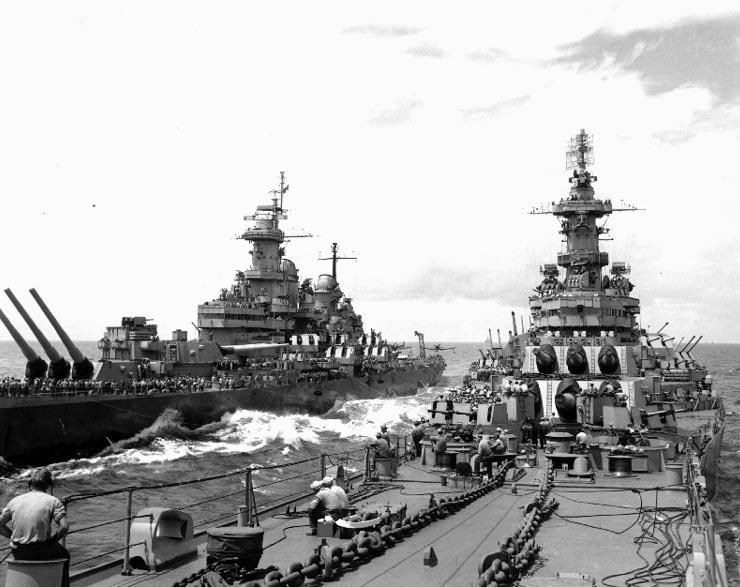
Die Iowa (links) neben der Missouri nach Beendigung des Zweiten Weltkriegs

Im Juni nahm die Iowa an Operation Forager teil und beschoss Stellungen auf Saipan und Tinian. Bis Ende Juli blieb das Schlachtschiff bei den Marianen und unterstützte Luftangriffe auf die Palauinseln und Anlandungen während der Schlacht um Guam. Am 17. September unterstützte das Schiff Trägerangriffe auf die Philippinen und die Karolinen. Im Oktober unterstützte sie die Luftangriffe auf die Ryūkyū-Inseln und Formosa sowie Luzon und Leyte. Während der See- und Luftschlacht im Golf von Leyte verfolgte die Iowa als Teil von TF-38 die japanische 1. Mobile Flotte, die als Ablenkung vom eigentlichen Kampfgeschehen dienen sollte, in Richtung Norden. Nach der Schlacht verblieb das Schlachtschiff als Geleit der Träger in der Region. Am 17. Dezember wurde die Iowa durch den Taifun Cobra beschädigt und lief zu Reparaturen nach Manus. Nach deren Beendigung kehrte die Iowa wieder in die Heimat zurück, wo sie nach ihrer Ankunft am 15. Januar 1945 in der Hunters Point Shipyard in San Francisco überholt wurde. Nach dem Abschluss der Arbeiten verließ die Iowa am 19. März die USA in Richtung Japan und erreichte am 15. April 1945 Okinawa, wo sie sich an der Schlacht um Okinawa beteiligte. Bis zum Waffenstillstand am 15. August verblieb die Iowa vor den japanischen Hauptinseln und lief am 29. August in die Bucht von Tokio ein. Nach der Unterzeichnung der Kapitulation Japans verließ sie japanische Gewässer und erreichte am 15. Oktober Seattle. Anfang 1946 wurde die Iowa erneut nach Japan beordert, wo sie als Flaggschiff der 5. US-Flotte vor Tokio lag. Am 25. März 1946 kehrte sie in die Vereinigten Staaten zurück und nahm an Manövern und Ausbildungsfahrten vor Long Beach teil. Im Oktober wurde die Iowa einer Überholung und Modernisierung unterzogen. Im September 1948 wurde die Iowa in San Francisco außer Dienst gestellt und am 24. März 1949 der Reserveflotte zugeteilt.

### Zweite Dienstzeit (1951–1958)

#### Koreakrieg

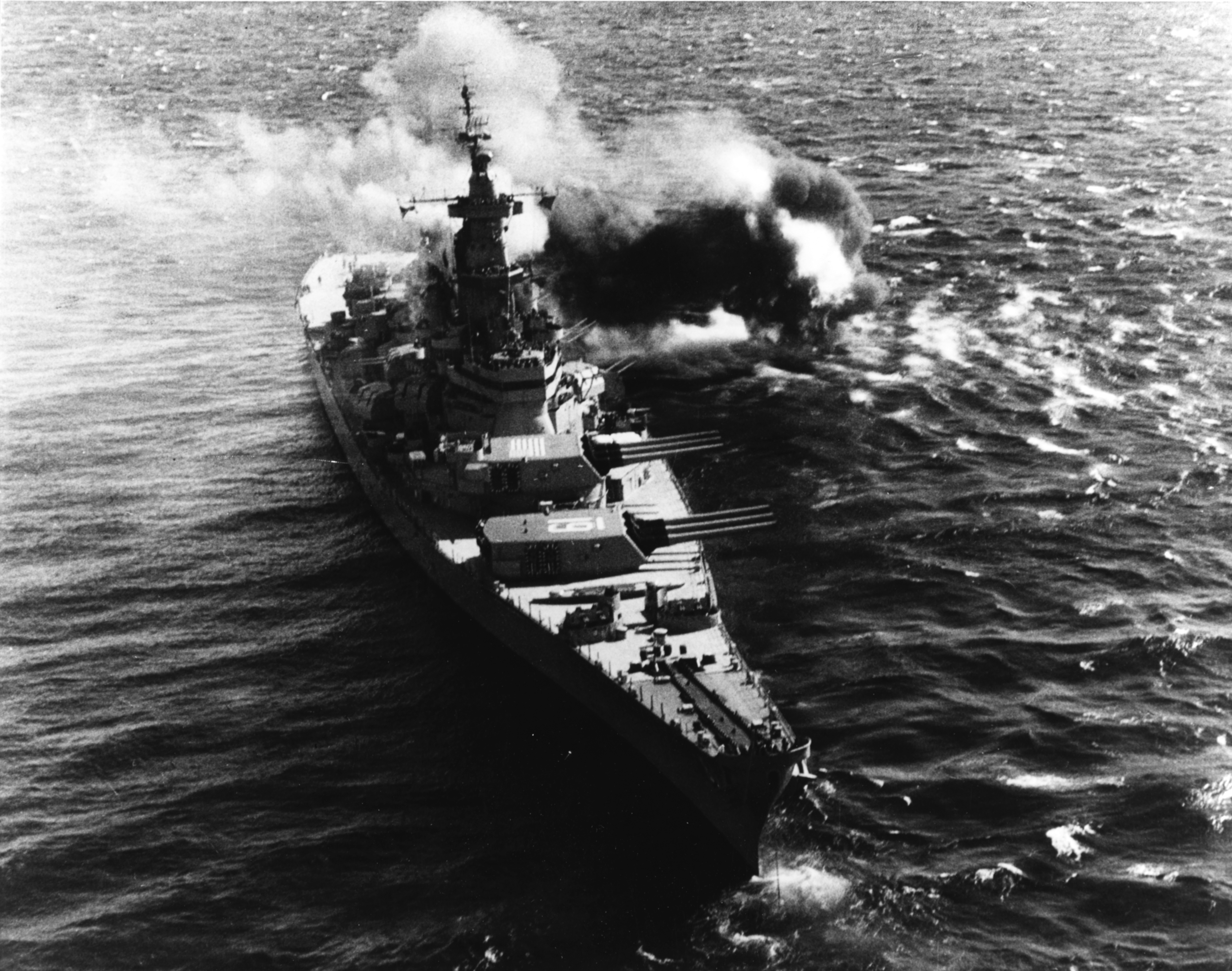
Die Iowa beim Küstenbeschuss vor Korea

Nach dem Beginn des Krieges in Korea wurde die Iowa im Rahmen der Mobilisierung am 14. Juli 1951 reaktiviert und am 25. August wieder in Dienst gestellt. Im März 1952 verließ die Iowa die USA in Richtung Korea und löste bei ihrer Ankunft am 1. April ihr Schwesterschiff Wisconsin als Flaggschiff der 7. US-Flotte unter dem Kommando von Vizeadmiral Robert P. Briscoe ab. Am 8. April begann die Iowa mit dem Beschuss nordkoreanischer Versorgungslinien in der Region zwischen Wŏnsan und Sŏngjin. Die nächsten Tage blieb das Schlachtschiff dort und beschoss am 13. April feindliche Stellungen, wobei 100 nordkoreanische Soldaten getötet wurden. Am 14. April lief sie in den Hafen von Wŏnsan ein und beschoss Lagerhäuser, Beobachtungsposten und Rangierbahnhöfe. Am 20. April zerstörte die Iowa Eisenbahnlinien bei Tanchon. Am 25. Mai traf die Iowa zusammen mit der Missouri vor Ch’ŏngjin ein und beschoss die dortigen Industrie- und Eisenbahnverkehrszentren. Anschließend fuhr sie nach Süden, um das 10. US-Korps zu unterstützen. Auf dem Weg dorthin beschoss sie erneut Sŏngjin und zerstörte mehrere Eisenbahntunnel und Brücken. Den ganzen Juni hindurch beschoss die Iowa Ziele in Mayang-do, Tanch’ŏn, Ch’ŏngjin, Chodo-Sokcho sowie die Häfen von Hŭngnam und Wŏnsan. Nachdem am 20. August der Zerstörer Thompson von einer Küstengeschützbatterie bei Sŏngjin einen direkten Treffer auf die Brücke erlitten hatte, deckte die Iowa den Rückzug des beschädigten Schiffs und nahm die Verwundeten auf. Am 14. Oktober nahm die Iowa an Operation Decoy teil, einem Täuschungsmanöver, um feindliche Truppen nach Kojo zu locken und sie somit in Reichweite der Schlachtschiffe zu bringen. Am 17. Oktober verließ die Iowa Korea und kehrte durch den Panamakanal an die Ostküste zurück, wo sie in Norfolk überholt wurde. Im Anschluss folgten Übungsfahrten in der Karibik.

#### Nachkriegszeit
Im Juli 1953 schiffte sie Fähnriche zur Ausbildung auf See nach Nordeuropa ein und nahm unmittelbar danach als Flaggschiff der 2. US-Flotte an Operation „Mariner“, einem NATO-Manöver in nordeuropäischen Gewässern, teil. Im September 1954 wurde sie zum Flaggschiff der Schlachtschiff-Kreuzer-Streitkräfte unter dem Kommando von Konteradmiral R. E. Libby. Im Januar wurde die Iowa der 6. US-Flotte zugeteilt und unternahm bis April 1955 eine ausgedehnte Kreuzfahrt ins Mittelmeer. Anschließend wurde die Iowa in Norfolk überholt. Nach dem Abschluss der Arbeiten unternahm die Iowa bis zum Ende des Jahres weitere Ausbildungsfahrten und Einsatzübungen. Am 4. Januar 1957 verließ sie Norfolk und kehrte erneut ins Mittelmeer zurück. Am 13. Juni 1957 nahm die Iowa an der Internationalen Flottenschau vor Hampton Roads, Virginia, teil. Am 3. September 1957 lief die Iowa im Rahmen der NATO-Operation „Strikeback“ nach Schottland aus. Am 28. September 1957 kehrte sie nach Norfolk zurück und verließ Hampton Roads am 22. Oktober 1957 in Richtung Philadelphia. Am 24. Februar 1958 wurde sie außer Dienst gestellt und der Reserveflotte zugeteilt.

### Dritte Dienstzeit (1984–1990)

#### Wiederindienststellung

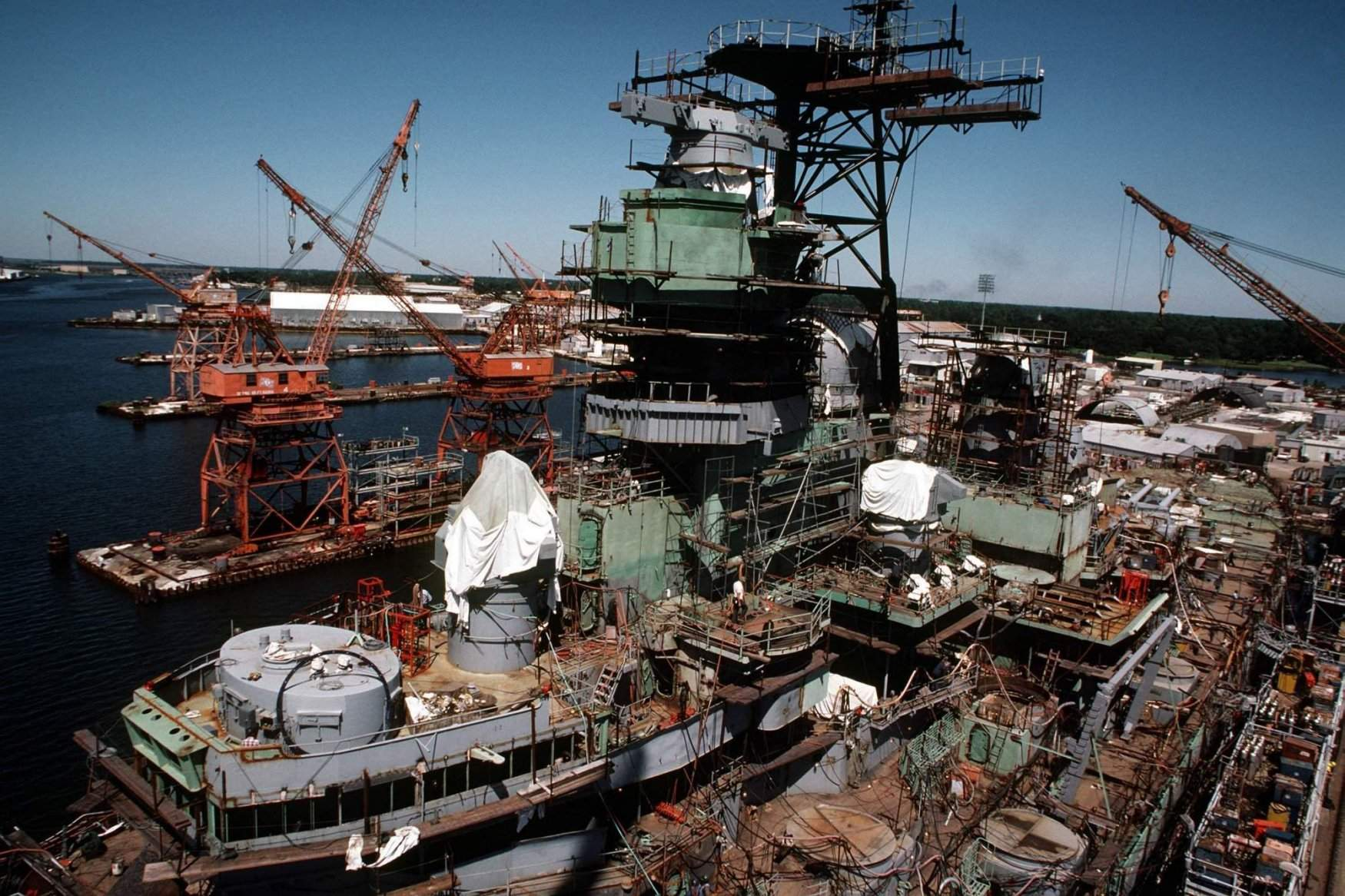
Modernisierung bei Ingalls 1983

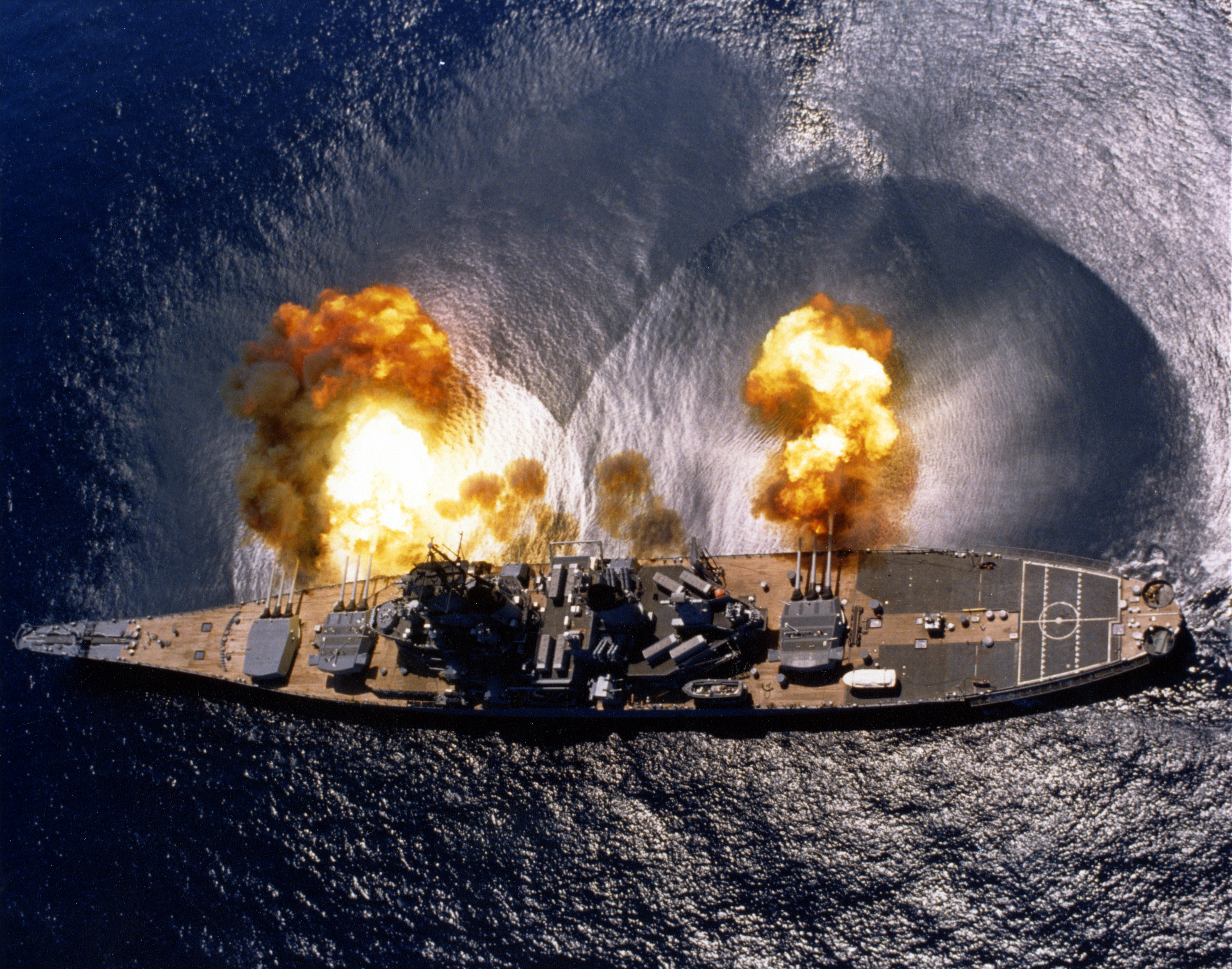
Eine 2/3-Breitseite – hier während einer Zielübung nahe der Insel Vieques am 1. Juli 1984 – erzeugt Stoßwellen auf der Wasseroberfläche

Um die durch den Bau der KiroW-Klasse entstandene Unterlegenheit in der Überwasserflotte zu kompensieren, konzipierte Präsident Ronald Reagan zusammen mit US-Marineminister John Lehman die Marine der 600 Schiffe. Das Programm sah unter anderem vor, alle vier Schlachtschiffe der Iowa-Klasse aus der Reserveflotte zurückzuholen. Die Iowa wurde 1982 von der Philadelphia Naval Shipyard nach New Orleans zur Avondale Shipyard geschleppt wo die Hülle im Trockendock überholt wurde. Anschließend wurde sie weiter nach Pascagoula gebracht, wo in der Werft von Ingalls Shipbuilding die restlichen Arbeiten durchgeführt wurden. Die Iowa wurde am 28. April 1984 im Beisein des damaligen Vizepräsidenten George Bush sen. wieder in Dienst gestellt. Anfang August besuchte der Präsident von El Salvador José Duarte das Schiff. Am Ende des Monates führte sie Fernschussübungen vor Vieques durch, bei dem ein neues Treibmittel getestet wurde, und im Oktober besuchte sie New York. Im Februar 1985 kehrte das Schiff für weitere Geschütztests erneut nach Vieques zurück und kreuzte anschließend vor der zentralamerikanischen Küste. Nach ihrer Rückkehr wurde sie überholt und gewann im Juli den Battenburg Cup als bestes Schiff der Atlantikflotte. Im September nahm die Iowa an der NATO-Übung BALTOPS in der Ostsee teil.
Im Juli 1986 nahm das Schlachtschiff an den Feierlichkeiten anlässlich der Einhundertjahrfeier der Freiheitsstatue teil. Präsident Reagan nahm die Parade von der Brücke der Iowa aus ab. Im Dezember 1986 führte die Iowa Tests mit RQ-2-Pioneer-Drohnen im Atlantik durch. Ab dem 10. Januar 1987 nahm sie an Geschützübung BLASTEX 1-87 in der Karibik teil und besuchte anschließend Honduras, Kolumbien, die Amerikanischen Jungferninseln, Guantanamo Bay und Vieques. Im Mai nahm die Iowa an weiteren Übungen vor Puerto Rico (SACEX) und im Juli im Atlantik (FLEETEX 3-87) teil. Im September wurde die Iowa ins Mittelmeer beordert und dort der sechsten US-Flotte unterstellt. Dabei nahm sie vom 16. September bis zum 20. Oktober an der Übung Display Determination teil. Am 25. November passierte sie den Sueskanal um US-amerikanische Streitkräfte während Operation Earnest Will zu unterstützen. Dabei bildete sie den Geleitschutz für Kuwaitische Öltanker gegen Angriffe von iranischen Kräften. Am 20. Februar 1988 kehrte die Iowa über den Sueskanal wieder in die Heimat zurück und wurde nach ihrer Ankunft in Norfolk am 10. März überholt. Nach dem Ende der Arbeiten nahm die Iowa an der Flottenwoche in New York teil. Am 25. August 1988 kollidierte das Schlachtschiff in der Chesapeake Bay beinahe mit der Fregatte Moinester, dem Zerstörer Farragut und dem Kreuzer South Carolina. Beim Verlassen des Schiffkanals lief die Iowa auf Grund und es dauerte eine Stunde, bis das Schiff wieder flottgemacht werden konnte.

#### Explosion im Geschützturm Nummer 2

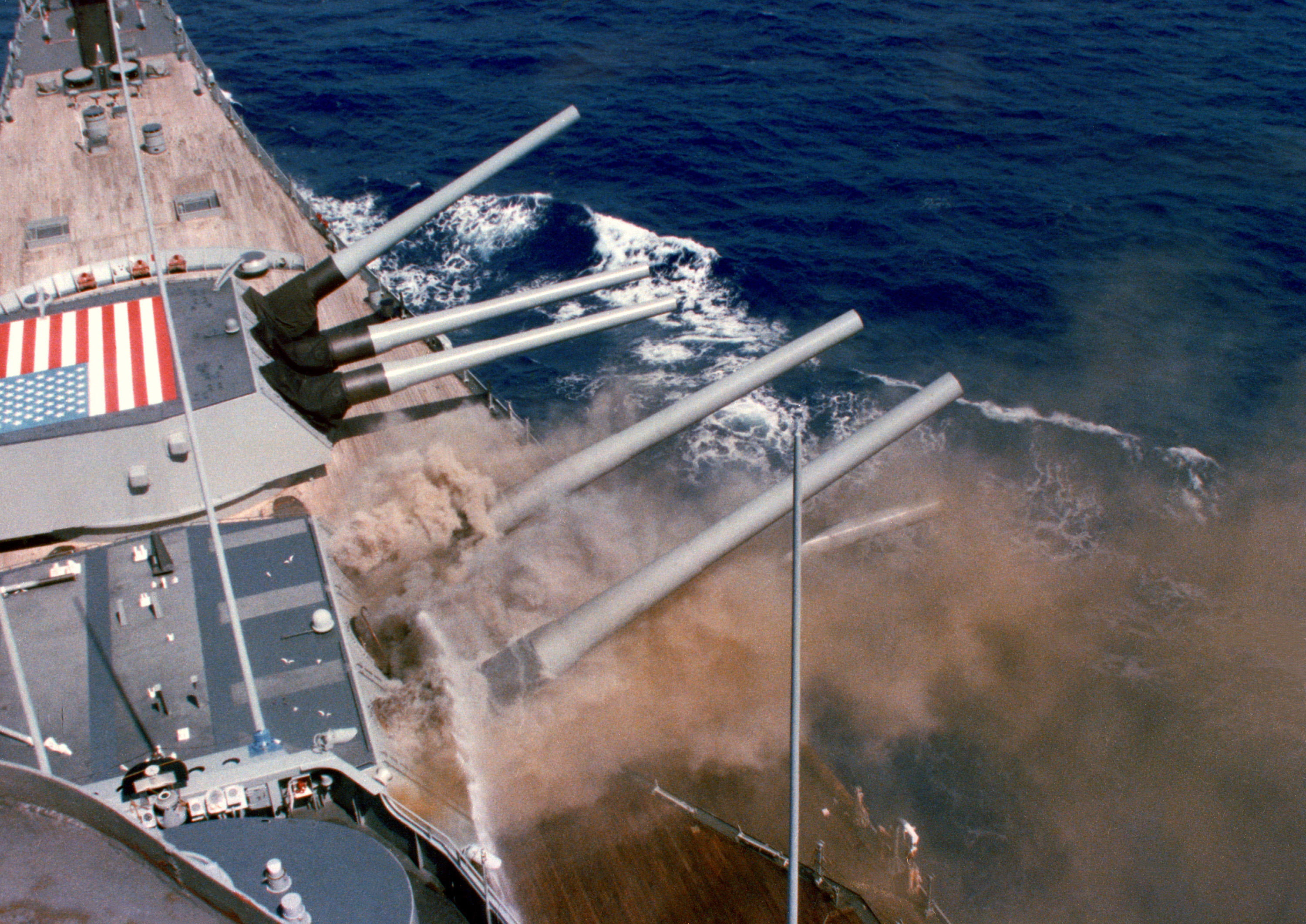
Rauch tritt aus dem Geschützturm #2 aus

Am 19. April 1989 kam es während der Flottenübung Fleettex 3-89 vor Puerto Rico zu einer Explosion in Geschützturm II. Damit sich das entstandene Feuer nicht weiter ausbreiten konnte, wurde das Schießpulvermagazin geflutet, das Feuer in Turm 2 wurde innerhalb von 80 Minuten gelöscht. Von den 58 Personen, die sich im Geschützturm befanden, starben 47. Die elf Überlebenden hatten sich in den unteren Etagen des Turms aufgehalten, der sich sechs Decks in den Bauch des Schiffs erstreckt. Direkt nach der Explosion fuhr die Iowa unter eigener Kraft nach Norfolk zurück. Eine von der Navy und dem Naval Investigative Service durchgeführte Untersuchung kam zu dem Schluss, dass es sich um eine absichtlich motivierte Tat gehandelt haben musste und es sich entweder um Mord oder Selbstmord handelte. Eine weitere vom Sandia National Laboratories durchgeführte Untersuchung kam zu dem Ergebnis, dass falsche Handhabung während des Ladevorgangs zur Explosion geführt haben könnte. Im Oktober 1991 veröffentlichte Chief of Naval Operations Frank B. Kelso einen Brief, in dem er darauf hinwies, dass es weder eindeutige Beweise für Mord, Selbstmord noch fehlerhafte Bedienung gebe und die Navy nicht in der Lage sei, ein endgültiges Ergebnis der Untersuchungen zu präsentieren.

#### Letzte Fahrten und Außerdienststellung
Im Juni 1989 wurde die Iowa erneut der sechsten US-Flotte im Mittelmeer zugeteilt. Im Dezember kehrte das Schlachtschiff zurück nach Norfolk, wo die Reparaturen des Geschützturms durchgeführt werden sollten. Obwohl sämtliche Arbeiten bewilligt waren, wurden die Arbeiten niemals vollständig beendet. Mit dem Ende des Kalten Krieges wurde beschlossen, die Iowa zusammen mit ihren drei Schwesterschiffen auszumustern. Am 26. Oktober 1990 wurde das Schiff in der Reserve unterstellt und im Januar 1995 auf die Entsorgungsliste gesetzt. Im Januar 1999 wurde es jedoch wieder in die Reserveflotte aufgenommen und nach Suisun Bay, San Francisco, geschleppt. Organisatorin war die Senatorin Dianne Feinstein, die hoffte, das Schiff könne in ihrem Heimatstaat als Museum eröffnet werden. 2005 erteilte der Stadtrat von San Francisco den Plänen, das Schiff in der Stadt zu halten, jedoch eine Absage. Gründe waren unter anderem die in der Stadt vorherrschende Ablehnung des Irakkriegs und die Haltung des Militärs gegenüber Homosexuellen. Im März 2006 wurde die Iowa endgültig aus dem Register gestrichen. Der Kongress bestand allerdings wiederum darauf, die Iowa – wie auch die Wisconsin – im Notfall reaktivieren zu können. Darum wurde der Navy auferlegt, dass die Schiffe auch im Falle einer Stiftung als Museumsschiff nicht demilitarisiert und technisch in Stand gehalten werden sollen. Außerdem muss die Navy ausreichend Ersatz- und Verbrauchsmaterialien wie Projektile vorhalten und Ablaufpläne für eine Wiederindienststellung erstellen. Im September 2010 gab die Stadt Los Angeles bekannt, Pläne zu unterstützen, das Schiff nach San Pedro zu holen. Ein Jahr später erklärte die US Navy, dass die Iowa nach San Pedro gehen und dort im Hafen Los Angeles als Museumsschiff geöffnet werde. Im Herbst 2011 wurde die Iowa nach Richmond geschleppt, wo sie überholt wurde. Am 30. April 2012 übergab die Navy das Schiff offiziell an den Museumsbetreiber „Pacific Battleship Center“. Am 26. Mai begann die Schleppfahrt von San Francisco nach Los Angeles.

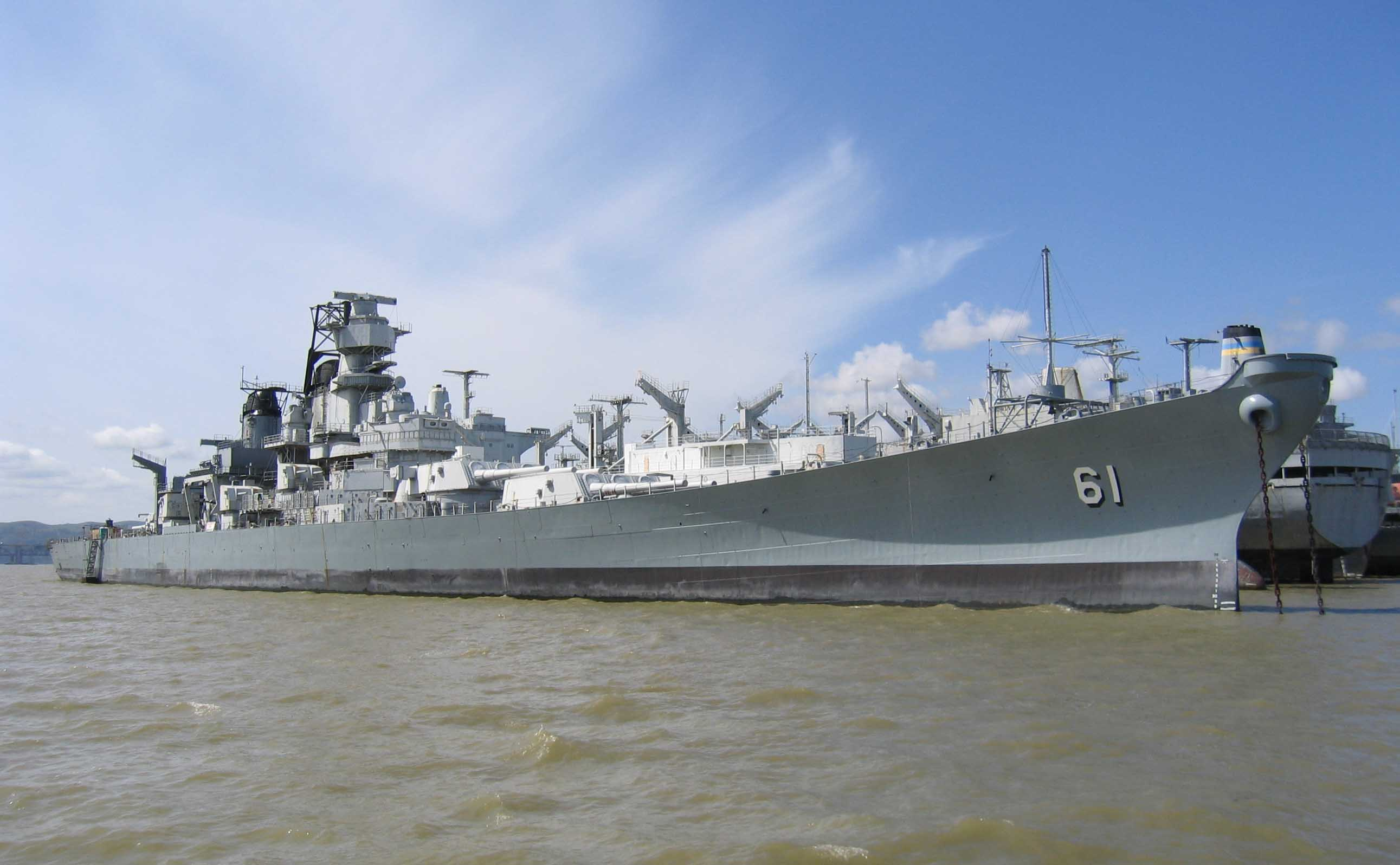
USS Iowa aufgelegt in der Mothball Fleet in Suisun bay, San Francisco, in 2006
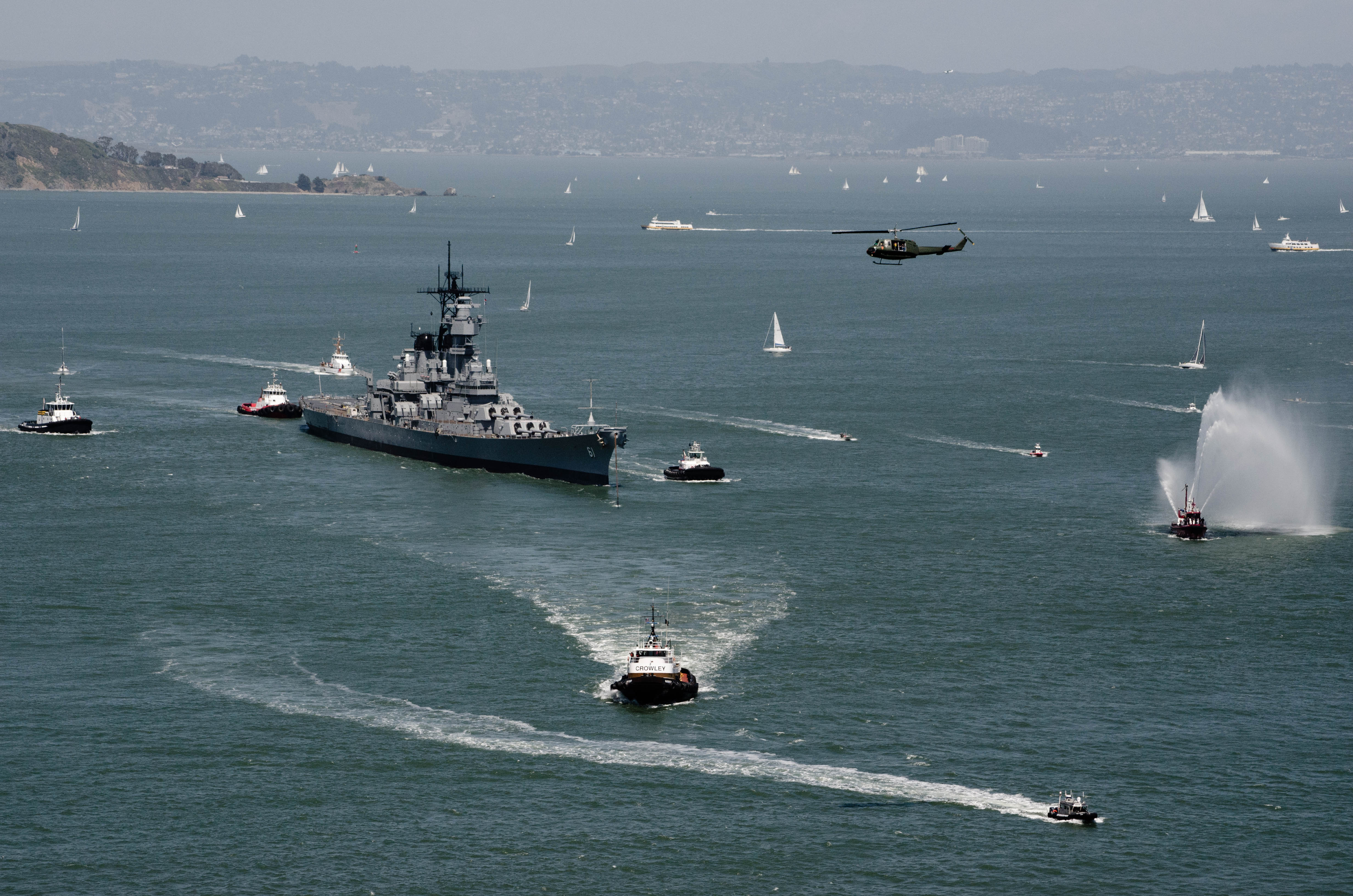
USS Iowa und Begleitschiffe bei Abfahrt aus San Francisco im Mai 2012
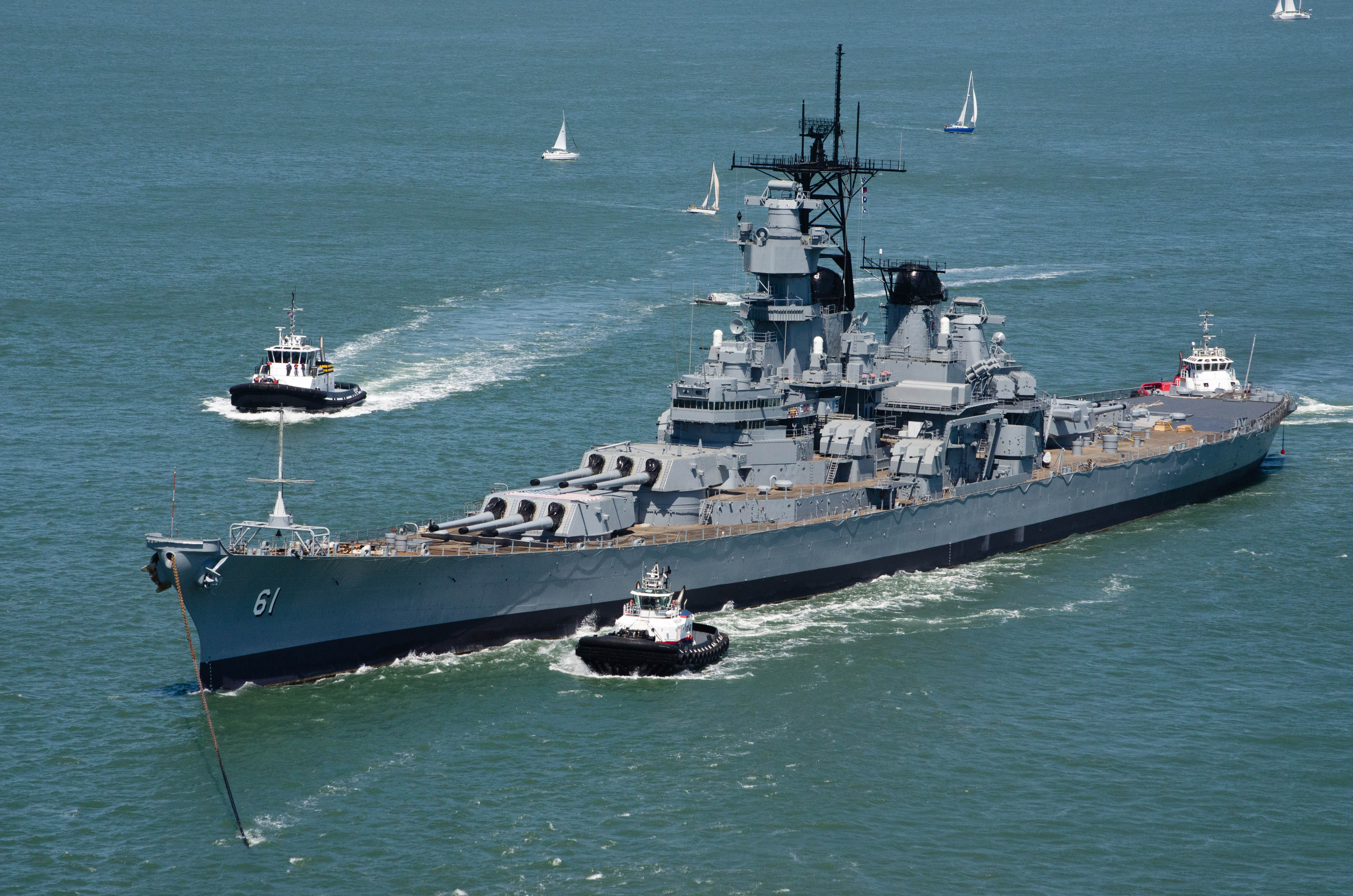
USS Iowa, Überführungsfahrt, Kurskorrektur
USS Iowa als Museumsschiff, Steuerbordseite am Bug, San Pedro (L.A.)
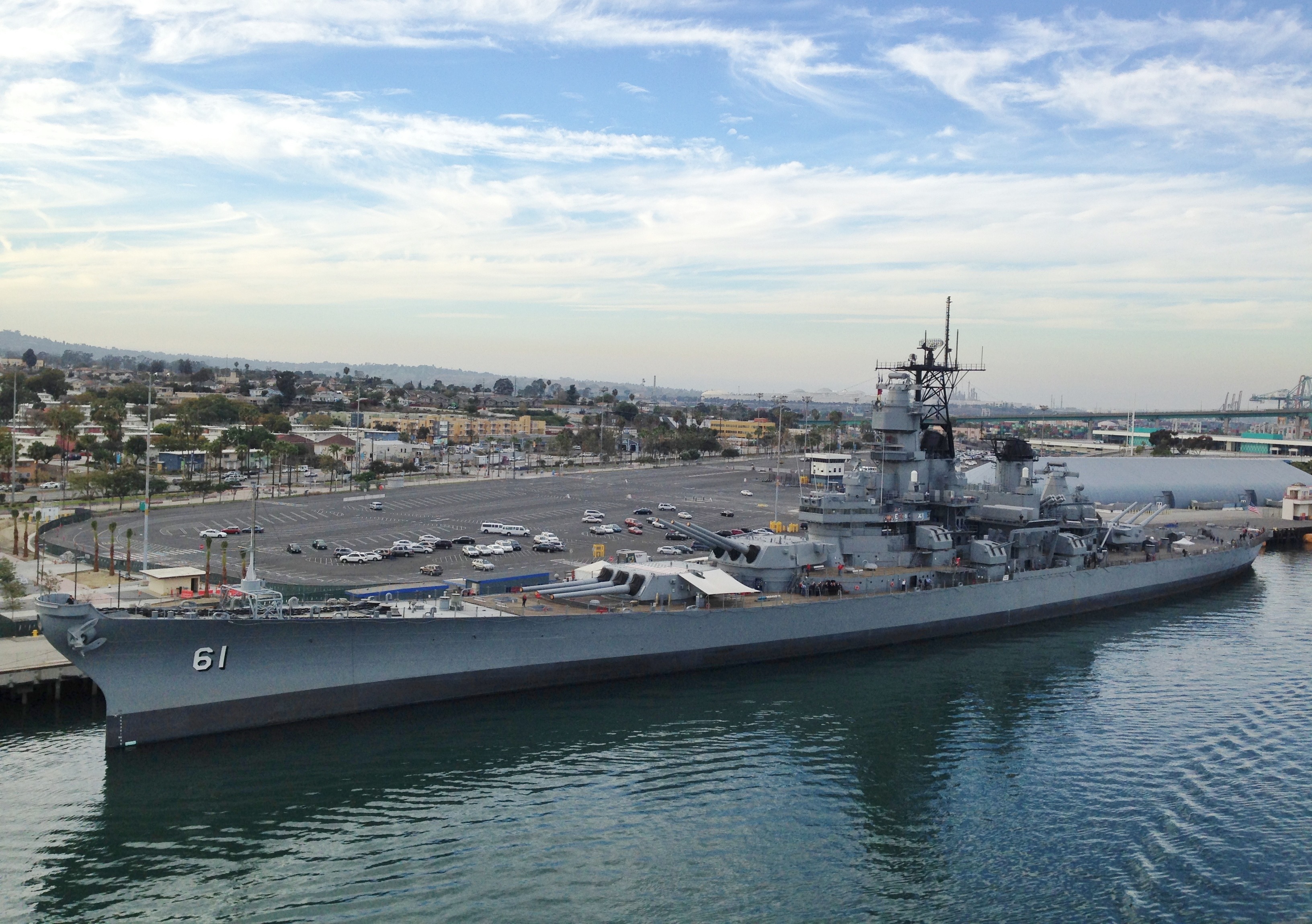
USS Iowa, Backbordseite am Pier in San Pedro

## Umbauten

### Bewaffnung
Bei ihrer Reaktivierung blieb die Hauptbewaffnung unverändert. Aus der Sekundärbewaffnung wurden vier 127-mm-Geschütze entfernt, um Platz für Tomahawk- und Harpoon-Raketenanlagen zu schaffen. Mit Ausnahme von vier 40-mm-Geschützen wurde die gesamte Flakbewaffnung durch vier Mk-15-CIWS Phalanx ersetzt. Die Raketenanlagen bestanden aus zweiunddreißig Tomahawk-Langstrecken-Marschflugkörpern in acht an Deck montierten gepanzerten Abschussboxen (ABL). Zusätzlich erhielt die Iowa sechzehn Harpoon-Anti-Schiffs-Marschflugkörper (RGM-84A) in vier Vierfach-Kanister-Startvorrichtungen.

### Elektronik
Die Iowa erhielt ebenfalls in den 1980er Jahren ein AN/SLQ-32-passiv/aktiv-ECM-, ein Mk-36-SRBOC-Gegenmaßnahmen- und ein AN/SLQ-25-Nixie-Schlepptäuschkörpersystem.

### Radar
Gegen Ende des Krieges erhielt die Iowa ein SK-2-Luftsuchradar und ein SG-Oberflächensuchradar. 1952 wurden das SK- und SG-Radar durch das AN/SPS-10-Oberflächen- und das AN/SPS-6-Luftsuchradar ersetzt. Während ihrer Reaktivierung in den 1980er Jahren wurden das AN/SPS-6- und AN/SPS-10- jeweils durch ein AN/SPS-49-Luftsuch- und ein AN/SPS-67-Oberflächensuchradar ausgetauscht.

### Feuerkontrollsystem
Zur Steuerung der Tomahawk erhielt die Iowa ein SWG-1- und zur Steuerung der Harpoon ein SWG-2-Feuerleitsystem.